# 祖尼爾撞擊坑
祖尼爾撞擊坑（英語：Zunil）是一個位於火星科柏洛斯槽溝附近的撞擊坑，直徑約10.4公里。該撞擊坑名字來自瓜地馬拉的一個小鎮祖尼爾。

## 地質
祖尼爾撞擊坑最早在1970年代的海盜1號和海盜2號的影像中被發現。之後火星全球探勘者號的火星軌道攝影機於2000年首次拍攝該撞擊坑的高解析度影像。
祖尼爾撞擊坑有所謂的射紋系統，是由2001火星奧德賽號的熱輻射成像系統紅外線影像發現，並描述其細節（McEwen et al., 2003），在這之前火星上較大撞擊坑都未發現射紋系統。
火星全球探勘者號的火星軌道攝影機（MOC）首次於2003年拍到該撞擊坑西南方坑壁的山崩岩屑，之後由火星偵察軌道器的高解析度成像科學設備（HiRISE）在2006年12月拍攝到更高解析度的影像。

## 形成
形成祖尼爾撞擊坑的撞擊事件發生時間應在數百萬年以下，因此該撞擊坑仍保有原始狀態。該撞擊坑可能不是彗星等物體高速撞擊下形成的。如果祖尼爾撞擊坑是玄武岩質火星隕石休格地隕石的調查是正確的，那麼該撞擊坑是在1.65到1.77億年之間形成於玄武岩區域。
該次撞擊產生了在紅外線之下可見的射紋系統，該系統延伸範圍達到距離祖尼爾撞擊坑1600公里之遠，並有數萬個直徑10到100公尺的次級撞擊坑產生。只有少量次級撞擊坑在祖尼爾撞擊坑周圍80公里以內。阿薩巴斯卡谷內大約80%的撞擊坑是形成祖尼爾撞擊坑的次級撞擊坑。如果類似的撞擊事件也產生了相當數量的次級撞擊坑，這將對火星年輕地表特徵以撞擊坑密度決定年代的撞擊坑計數法造成問題
形成祖尼爾撞擊坑的撞擊事件模擬中，有大約100億個直徑大於10公分的岩石碎屑噴出，總體積大約是30 km3。這可以形成大約10億個直徑大約10公尺，且最遠距離達到祖尼爾撞擊坑3500公里的次級撞擊坑。因此噴發出的物質可能有部分變成地球上的其中一種火星隕石，休格地隕石。

## 參見

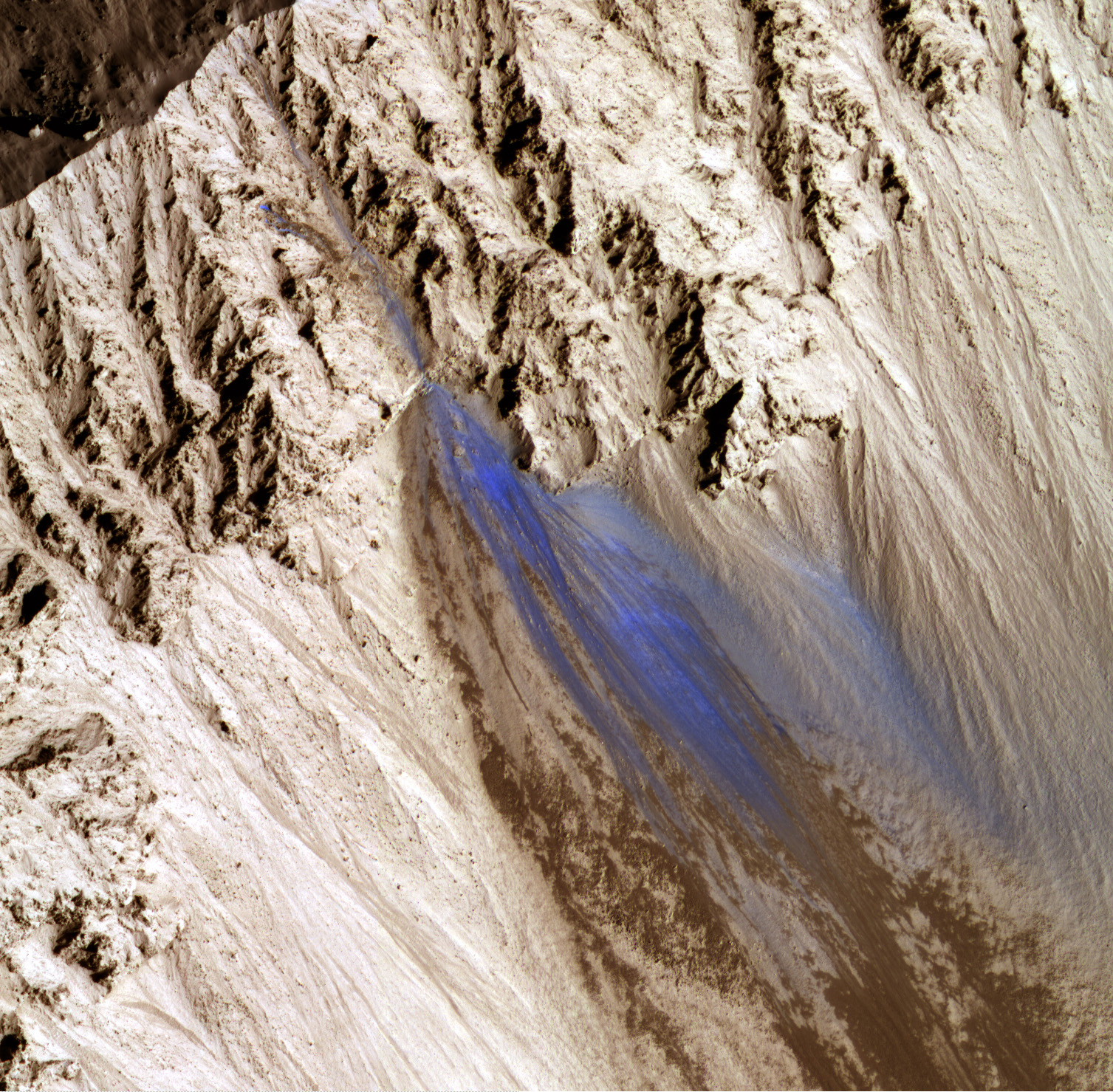
祖尼爾撞擊坑內的山崩。

## 外部連結
- Themis page about Zunil （页面存档备份，存于）
- Rayed craters on Mars （页面存档备份，存于）